# Аль-Атаси, Хашим

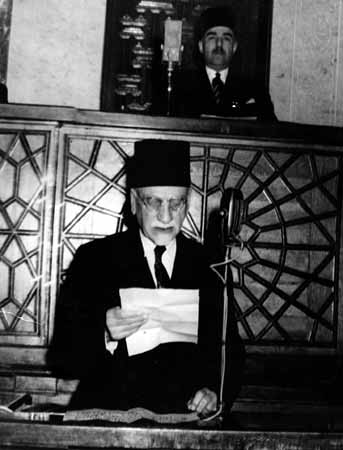
Аль-Атаси приносит присягу в качестве премьер-министра перед парламентом Сирии, 1949 год

Хашим Бей Халид аль-Ата́си (араб.  هاشم الأتاسي‎; 1875, Хомс — 5 декабря 1960, Хомс) — сирийский государственный деятель, президент Сирии (1936—1939, 1949—1951 и 1954—1955).

## Биография
Родился в семье землевладельца Халеда Аль-Атасси. В 1895 году получил высшее образование в области общественных наук в Константинополе.
В 1898—1918 годах находился на государственной службе, был османским губернатором Хомса, Хамы, Баальбека, Анатолии и Яффы.
В 1920 году в течение короткого времени в период правления короля Фейсала I после поражения Турции в Первой мировой войне и оккупации Сирии под мандатом Франции избирался председателем сирийского Национального конгресса и премьер-министром страны. После поражения сирийской армии в сражении в ущелье Майсалун был окончательно оформлен французский мандат, а правительство аль-Атаси — расформировано.
В 1927 году был одним из инициаторов создания Национального блока, ставившего своей целью добиться независимости Сирии.
В 1928 году он был избран президентом Учредительного собрания, однако в мае 1930 года оно было распущено французскими властями. Из-за приверженности конституции 1920 года аль-Атаси был на несколько месяцев арестован.
В 1928 и 1932 годах избирался в парламент от Хомса.
Первоначально аль-Атаси поддерживал избранного в 1936 году президентом Мухаммеда Али Бей аль-Абида. Однако после того, как тот стал назначать в правительство лояльных французам политиков, он ушёл в оппозицию. Был одним из активных инициаторов 60-дневной забастовки, вынудившей Францию пойти на переговоры с Национальным блоком о предоставлении независимости Сирии.
В 1936 году аль-Атаси возглавил делегацию, заключившую соглашение о независимости страны. Вернувшийся в Дамаск национальным героем в ноябре 1936 года, он избирается первым президентом независимой Сирийской Республики. Однако к концу 1938 года стало очевидно, что у французского правительства не было намерения ратифицировать соглашения о независимости страны, и в июле 1939 года аль-Атаси уходит в отставку. Она также была вызвана решением Франции уступить часть сирийской территории Турции.
В 1940-е годы он удалился от большой политики и, несмотря на уговоры Шарля де Голля в ходе их личной встречи в 1943 году, отказался вновь занять пост президента, заявив, что его политический опыт показал, что Франции нельзя доверять в вопросе независимости Сирии.
В 1947 году, когда Сирия оказалась в ситуации длительного правительственного кризиса, его политический союзник — президент Шукри аль-Куатли, обратился к аль-Атаси с просьбой сформировать кабинет министров. Однако последний начал полемизировать с президентом по поводу ограничения президентской власти, так и не заняв премьерское кресло. После свержения Шукри аль-Куатли военными в 1949 году аль-Атаси возглавил временное правительство.
В декабре 1949 года был избран президентом Сирии. На этом посту, к возмущению сирийских политиков и военных, он начал активно поддерживать линию на сближение с Ираком с последующим объединением двух стран, назначив прохашимитского политика Назима аль-Кудси премьер-министром страны. В сфере экономики наиболее заметным решением стало закрытие границы Сирии и Ливана, чтобы прекратить неконтролируемый приток ливанских товаров. Политическая позиция президента привела к конфликту с лидером сирийских военных Адибом аш-Шишакли, которая закончилась военным переворотом 1951 года, арестом премьер-министра и членов кабинета, похищением прохашимитских политиков. В знак протеста в декабре 1951 года аль-Атаси уходит в отставку.
В годы правления аш-Шишакли (1951—1954) аль-Атаси возглавлял оппозицию, утверждая, что правящий режим является антиконституционным. В ответ в 1954 году аль-Атаси был помещён под домашний арест, а его сын Аднан — арестован. Это вызывало возмущение населения и политической элиты Сирии, и в феврале того же года режим аш-Шишакли был свергнут.
В марте 1954 года аль-Атаси был восстановлен в должности президента. Своими решениями он стремился уничтожить все последствия четырёхлетней диктатуры, вернув на свои посты всех министров и чиновников, смещённых предшественником. В то же время он стремился уменьшить влияние военных на сирийскую политику и не допустить роста влияния социалистических идей, связанных с деятельностью египетского президента Гамаля Абдель Насера. В международных делах он ориентировался на руководство Ирака, конкурировавшее в то время с Египтом в борьбе за гегемонию в арабском мире. Внутри страны он столкнулся с пронасеровской позиций премьер-министра Сабри аль-Асали, кабинет которого был отправлен в отставку в июле 1954 года.
По окончании своего срока полномочий в 1955 году он ушёл из публичной политики. В 1956 году его сын Аднан оказался вовлечён в проиракский заговор с целю свержения проегипетского президента Шукри аль-Куатли. Аднан был предан суду и приговорён к смертной казни. Однако из уважения к отцу приговор был заменён пожизненным заключением. Однако аль-Атаси отказался посетить своего сына в тюрьме в знак протеста против милитаризации страны.
Он умер в Хомсе в декабре 1960 года, когда Сирия находилась в составе Объединённой Арабской Республики. Похороны бывшего президента стали самыми масштабными в истории города.